# مارتين توريخوس
مارتن توريخوس Martín Torrijos (ولد في يوليو 1963 في تشيتري في هيريرا) رئيس سابق لجمهورية بنما.
انتخب توريخوس رئيسا في الثاني من مايو 2004 كمرشح للحزب الديمقراطي الثوري مدعوما من حزب الشعب، وفاز بنسبة 47 % من الأصوات، متغلبا على منافسيه الثلاثة. وكان أقوى منافسيه الرئيس السابق غيليرمو إندارا. وتولى المنصب رسميا في الأول من سبتمبر 2004.
الجدير بالذكر أن مارتن توريخوس هو ابن عمر توريخوس.

## روابط خارجية
- مارتين توريخوس على موقع IMDb (الإنجليزية)
- مارتين توريخوس على موقع الموسوعة البريطانية (الإنجليزية)
- مارتين توريخوس على موقع مونزينجر (الألمانية)
- مارتين توريخوس على موقع إن إن دي بي (الإنجليزية)